# Дехас, Кенни
Кенни Дехас (нидерл. Kenny Dehaes, род. 10 ноября 1984 в Уккеле, Бельгия) — бельгийский профессиональный шоссейный велогонщик. Победитель и призёр многих бельгийских однодневных велогонок.

## Биография
Сезон 2009 года начал в велокоманде Team Katusha. После допингового скандала с Антонио Коломом он, наряду с Робби МакЮэном и Гертом Стегмансом, отказался подписывать соглашение, согласно которому в случае обнаружения употребления допинга, гонщики обязуются заплатить штраф в размере 5 годовых окладов. В июле контракт был разорван.

## Достижения
2005
1-й Тур Фландрии U23
2007
1-й Схал Селс
2008
1-й — Этап 1 Четыре дня Дюнкерка
1-й — Этап 1 Тур Бельгии
5-й Гент — Вевельгем
2009
1-й Гран-при Бекмана-Де Калюве
2010
1-й Гран-при Бекмана-Де Калюве
3-й Гран-при Фурми
2011
2-й Тур Пикардии
1-й  Очковая классификация
2-й Гран-при Ефа Схеренса
2013
1-й Трофео Пальма де Мальорка
1-й Хандзаме Классик
1-й Халле — Ингойгем
1-й — Этап 4 Тур Валлонии
2-й Хейстсе Пейл
2014
1-й Тур Дренте
1-й Нокере Курсе
3-й Хейстсе Пейл
2015
1-й Гран-при Зоттегема
2016
1-й Тур Лимбурга
1-й — Этап 5 Четыре дня Дюнкерка
3-й Тур Пикардии
1-й — Этап 3
3-й Гран-при Денена
3-й Арнем-Венендал Классик
3-й Антверпсе Хавенпейл
2017
1-й Гойксе Пейл
2-й Тур де Еврометрополь
2-й Гран-при Ефа Схеренса
2-й Хейстсе Пейл
3-й Гран-при Зоттегема
3-й Хандзаме Классик
2018
1-й Гран-при Денена
1-й Гран-при Перанши
3-й Гран-при Жан-Пьера Монсере

## Статистика выступлений

### Гранд-туры
| Гонка           | 2013 | 2014 |
| --------------- | ---- | ---- |
| Джиро д'Италия  | 156  | НФ   |
| Тур де Франс    | —    | —    |
| Вуэльта Испании | —    | —    |

| —  | Не участвовал  |
| НФ | Не финишировал |